# Flota (II RP)
Flota – związek operacyjny Marynarki Wojennej II Rzeczypospolitej.
W 1938 roku Dowództwu Floty podporządkowane były następujące zespoły Marynarki Wojennej:
- Dywizjon Kontrtorpedowców,
- Dywizjon Okrętów Podwodnych,
- Dywizjon Minowców,
- Morski Dywizjon Lotniczy,
- Centrum Wyszkolenia Specjalistów Floty,
- Komenda Portu Wojennego Gdynia,
- Dowództwo Rejonu Umocnionego Hel,
- Samodzielny Referat Informacyjny Dowództwa Floty,
- Dowództwo Obrony Wybrzeża Morskiego z podległymi jednostkami oraz morski pluton żandarmerii.

Dowódca Floty, którego siedzibą był Port wojenny Gdynia-Oksywie, podlegał bezpośrednio Szefowi Kierownictwa Marynarki Wojennej.

## Obsada personalna Dowództwa Floty
Dowódcy Floty
- kmdr Jerzy Świrski (1 I 1922 – 19 V 1925)
- kmdr por. / kontradm. Józef Unrug (19 V 1925 – 2 X 1939)

Obsada personalna 1 września 1939
- dowódca Floty i Obrony Wybrzeża – kontradm. Józef Unrug
- oficer flagowy – por. mar. Kazimierz Wnorowski
- szef Wydziału Ogólnego – kpt. mar. Wiktor Pstruszeński
- kierownik kancelarii – chor. mar. Król
- szef sztabu – kmdr dypl. Marian Jerzy Majewski
- szef Wydziału Mobilizacyjnego – kpt. mar. Jerzy Staniewicz
- szef Wydziału Organizacyjnego – wakat
- kierownik Samodzielnego Referatu Operacyjno-Wyszkoleniowego – kpt. mar. Tadeusz Wysocki
- kierownik Samodzielnego Referatu Bezpieczeństwa – kmdr ppor. Jan Łuszczkiewicz
- kierownik Samodzielnego Referatu Informacyjnego – kmdr ppor. Tadeusz Mindak
- oficer nawigacyjny – kmdr ppor. Tadeusz Konarski
- oficer artylerii – kpt. mar. Kazimierz Sulisz
- oficer broni podwodnej – kpt. mar. Józef Chodakowski
- oficer sygnałowy – kpt. mar. Konrad Korsak-Sawicz
- oficer mechanik – kmdr por. inż. Zdzisław Śladkowski
- oficer elektryk – kpt. mar. inż. Kazimierz Siwicki
- szef sanitarny – kmdr ppor. dr Edward Eibel
- kapelan Floty – st. kpl. Władysław Miegoń